# Campeonato de Primera B Nacional 2007-08
El Torneo Primera B Nacional Efectivo Sí 2007-08 fue la vigésima segunda temporada del torneo. Comenzó el jueves 9 de agosto de 2007 y finalizó el 16 de junio de 2008.
Se incorporaron Quilmes, Belgrano, Godoy Cruz, Nueva Chicago (descendidos de la Primera División, los dos últimos por promoción tras perder con Huracán y Tigre respectivamente), Independiente Rivadavia (ascendido del Torneo Argentino A) y Almirante Brown (ascendido de la Primera B).
Tras cinco temporadas con torneos cortos Apertura y Clausura, se retomó el formato de torneo largo. Los que ocuparon los primeros dos puestos ascendieron directamente a Primera División, mientras que los dos siguientes jugaron la promoción por el ascenso.
El régimen de descensos se mantuvo: los dos peores promedios considerando las últimas tres temporadas descendieron, y el peor afiliado directo e indirecto (excluyendo los descendidos) jugaron la promoción con la Primera B y el Torneo Argentino A, respectivamente.
Para este torneo se decidió impedir el ingreso de público visitante para así evitar hechos de violencia, que fueran moneda corriente en la temporada anterior, y aminorar costos de organización.
El campeón fue San Martín (Tucumán), que ascendió a Primera División. El segundo ascenso lo obtuvo Godoy Cruz.

## Ascensos y descensos
| Torneo      | Descendidos de la B Nacional 2006-07 |
| ----------- | ------------------------------------ |
| Argentino A | Huracán (TA)                         |
| Argentino A | Villa Mitre                          |

| Torneo      | Ascendidos a la B Nacional 2007-08 |
| ----------- | ---------------------------------- |
| Primera B   | Almirante Brown                    |
| Argentino A | Independiente Rivadavia            |

| Pos.      | Ascendidos a la Primera División 2007-08 |
| --------- | ---------------------------------------- |
| 1.º       | Olimpo                                   |
| Seg. Asc. | San Martín (SJ)                          |
| Promoción | Huracán                                  |
| Promoción | Tigre                                    |

| Prom. | Descendidos de la Primera División 2006-07 |
| ----- | ------------------------------------------ |
| 17.º  | Nueva Chicago                              |
| 18.º  | Godoy Cruz                                 |
| 19.º  | Belgrano                                   |
| 20.º  | Quilmes                                    |

## Equipos participantes
| Equipo                  | Ciudad                | Estadio                            | Capacidad |
| ----------------------- | --------------------- | ---------------------------------- | --------- |
| Aldosivi                | Mar del Plata         | José María Minella                 | 35 300    |
| Almagro                 | José Ingenieros       | Tres de Febrero                    | 19 000    |
| Almirante Brown         | San Justo             | Fragata Presidente Sarmiento       | 18 000    |
| Atlético de Rafaela     | Rafaela               | Nuevo Monumental                   | 20 000    |
| Belgrano                | Córdoba               | Gigante de Alberdi                 | 28 000    |
| Ben Hur                 | Rafaela               | Parque                             | 12 000    |
| CAI                     | Comodoro Rivadavia    | Municipal de Comodoro Rivadavia    | 12 000    |
| Chacarita Juniors       | Villa Maipú           | Diego Armando Maradona (*)         | 24 858    |
| Defensa y Justicia      | Gobernador Costa      | Norberto Tomaghello                | 10 000    |
| Ferro Carril Oeste      | Buenos Aires          | Arquitecto Ricardo Etcheverri      | 24 858    |
| Godoy Cruz              | Godoy Cruz            | Malvinas Argentinas                | 40 268    |
| Independiente Rivadavia | Mendoza               | Bautista Gargantini                | 24 000    |
| Instituto               | Córdoba               | Juan Domingo Perón                 | 26 535    |
| Nueva Chicago           | Buenos Aires          | Arquitecto Ricardo Etcheverri (**) | 24 858    |
| Platense                | Florida               | Ciudad de Vicente López            | 31 000    |
| Quilmes                 | Quilmes               | Centenario                         | 30 200    |
| San Martín              | San Miguel de Tucumán | La Ciudadela                       | 30 500    |
| Talleres                | Córdoba               | Boutique de Barrio Jardín          | 15 000    |
| Tiro Federal            | Rosario               | Fortín de Ludueña                  | 18 000    |
| Unión                   | Santa Fe              | 15 de Abril                        | 25 000    |

(*) Propiedad de Argentinos Juniors.
(**) Propiedad de Ferro Carril Oeste.

### Distribución geográfica
| Región                                   | Cant. | Equipos                                                                             |
| ---------------------------------------- | ----- | ----------------------------------------------------------------------------------- |
| Conurbano bonaerense                     | 6     | Almagro, Almirante Brown, Chacarita Juniors, Defensa y Justicia, Platense y Quilmes |
| Provincia de Santa Fe                    | 4     | Atlético de Rafaela, Ben Hur, Tiro Federal y Unión                                  |
| Provincia de Córdoba                     | 3     | Belgrano, Instituto y Talleres                                                      |
| Ciudad de Buenos Aires                   | 2     | Ferro Carril Oeste y Nueva Chicago                                                  |
| Provincia de Mendoza                     | 2     | Godoy Cruz e Independiente Rivadavia                                                |
| Interior de la provincia de Buenos Aires | 1     | Aldosivi                                                                            |
| Provincia del Chubut                     | 1     | CAI                                                                                 |
| Provincia de Tucumán                     | 1     | San Martín                                                                          |

## Formato

### Competición
Se disputó un torneo todos contra todos a dos ruedas, local y visitante, de 38 fechas. Se otorgaban 3 puntos por partido ganado y 1 punto por partido empatado.

### Ascensos
El equipo que obtuvo más puntos se consagró campeón y junto con el segundo clasificado ascendieron a la Primera División. Los equipos ubicados en 3º y 4º lugar disputaron la promoción para ascender contra el 18º y 17º de la Primera División, respectivamente, de acuerdo a la tabla de promedios de esa categoría.

### Descensos
Se decidió mediante una tabla de promedios de puntos obtenidos por partido, de las últimas tres temporadas. Si un club ascendía y luego de una temporada descendía se le contabilizaban los puntos obtenidos en su campaña previa. Los dos últimos de la tabla descendieron a su categoría de origen: si estaban directamente afiliados a la AFA (clubes de la ciudad de Buenos Aires y alrededores), a la Primera B Metropolitana y si estaban indirectamente afiliados, al Torneo Argentino A. También se jugaron dos promociones: el equipo directamente afiliado y el indirectamente afiliado peor ubicados disputaron una promoción con un equipo de la Primera B Metropolitana y del Torneo Argentino A, respectivamente.

## Tabla de posiciones
| Pos  | Equipo                  | Pts | PJ | PG | PE | PP | GF | GC | DIF |
| ---- | ----------------------- | --- | -- | -- | -- | -- | -- | -- | --- |
| 1.º  | San Martín (T)          | 66  | 38 | 18 | 12 | 8  | 47 | 28 | 19  |
| 2.º  | Godoy Cruz              | 65  | 38 | 19 | 8  | 11 | 54 | 41 | 13  |
| 3.º  | Unión                   | 56  | 38 | 15 | 11 | 12 | 52 | 43 | 9   |
| 4.º  | Belgrano                | 56  | 38 | 15 | 11 | 12 | 45 | 41 | 4   |
| 5.º  | Chacarita Juniors       | 56  | 38 | 15 | 11 | 12 | 46 | 45 | 1   |
| 6.º  | Quilmes                 | 55  | 38 | 14 | 13 | 11 | 43 | 36 | 7   |
| 7.º  | Tiro Federal            | 54  | 38 | 14 | 12 | 12 | 44 | 36 | 8   |
| 8.º  | Atlético de Rafaela     | 53  | 38 | 14 | 11 | 13 | 49 | 44 | 5   |
| 9.º  | CAI                     | 51  | 38 | 14 | 9  | 15 | 48 | 52 | -4  |
| 10.º | Ferro Carril Oeste      | 51  | 38 | 13 | 12 | 13 | 40 | 44 | -4  |
| 11.º | Aldosivi                | 48  | 38 | 13 | 9  | 16 | 54 | 47 | 7   |
| 12.º | Independiente Rivadavia | 47  | 38 | 13 | 8  | 17 | 50 | 51 | -1  |
| 13.º | Talleres (C)            | 46  | 38 | 13 | 7  | 18 | 48 | 64 | -16 |
| 14.º | Almagro                 | 43  | 38 | 12 | 10 | 16 | 40 | 49 | -9  |
| 15.º | Instituto               | 43  | 38 | 9  | 16 | 13 | 32 | 46 | -14 |
| 16.º | Defensa y Justicia      | 43  | 38 | 11 | 10 | 17 | 32 | 49 | -17 |
| 17.º | Platense                | 42  | 38 | 9  | 15 | 14 | 45 | 55 | -10 |
| 18.º | Almirante Brown         | 41  | 38 | 15 | 14 | 9  | 42 | 26 | 16  |
| 19.º | Ben Hur                 | 38  | 38 | 9  | 11 | 18 | 29 | 46 | -17 |
| 20.º | Nueva Chicago           | 34  | 38 | 12 | 16 | 10 | 47 | 44 | 3   |

|  | Campeón. Ascendió directamente a Primera División.              |
|  | Ascendió a Primera División.                                    |
|  | Participaron de la promoción por el ascenso a Primera División. |

| 1. 2. 3. |

## Tabla de descenso
| Pos | Equipo                  | 2005-06 | 2006-07 | 2007-08 | Total | PJ  | Promedio |
| --- | ----------------------- | ------- | ------- | ------- | ----- | --- | -------- |
| 1º  | Godoy Cruz              | 63      | -       | 65      | 128   | 76  | 1,684    |
| 2º  | Belgrano                | 62      | -       | 56      | 118   | 76  | 1,552    |
| 3º  | Chacarita Juniors       | 60      | 61      | 56      | 177   | 114 | 1,552    |
| 4º  | Atlético de Rafaela     | 53      | 68      | 53      | 174   | 114 | 1,526    |
| 5º  | Quilmes                 | -       | -       | 55      | 55    | 38  | 1,447    |
| 6º  | San Martín (T)          | -       | 44      | 66      | 110   | 76  | 1,447    |
| 7º  | Unión                   | 46      | 57      | 56      | 159   | 114 | 1,394    |
| 8º  | Platense                | -       | 61      | 42      | 103   | 76  | 1,355    |
| 9º  | Defensa y Justicia      | 51      | 57      | 43      | 151   | 114 | 1,324    |
| 10º | Almagro                 | 52      | 49      | 43      | 144   | 114 | 1,263    |
| 11º | Aldosivi                | 48      | 45      | 48      | 141   | 114 | 1,236    |
| 12º | Independiente Rivadavia | -       | -       | 47      | 47    | 38  | 1,236    |
| 13º | CAI                     | 44      | 45      | 51      | 140   | 114 | 1,228    |
| 14º | Tiro Federal            | -       | 39      | 54      | 93    | 76  | 1,223    |
| 15º | Ferro Carril Oeste      | 43      | 39      | 51      | 133   | 114 | 1,166    |
| 16º | Nueva Chicago           | 54      | -       | 34      | 88    | 76  | 1,157    |
| 17º | Instituto               | -       | 43      | 43      | 86    | 76  | 1,131    |
| 18º | Talleres (C)            | 55      | 26      | 46      | 127   | 114 | 1,114    |
| 19º | Ben Hur                 | 50      | 36      | 38      | 124   | 114 | 1,087    |
| 20º | Almirante Brown         | -       | -       | 41      | 41    | 38  | 1,078    |

|  | Disputaron la promoción contra equipos de la Primera B y del Argentino A, respectivamente. |
|  | Descendieron a la tercera categoría.                                                       |

## Resultados
- Fuente: Primera B Nacional 2007/2008-Calendario

| Fecha 1                 | Fecha 1   | Fecha 1             |
| Local                   | Resultado | Visitante           |
| ----------------------- | --------- | ------------------- |
| Instituto               | 1 - 1     | Chacarita Juniors   |
| Defensa y Justicia      | 1 - 1     | Godoy Cruz          |
| Almirante Brown         | 1 - 1     | Belgrano            |
| San Martín (T)          | 1 - 0     | Unión               |
| Ben Hur                 | 2 - 2     | Ferro Carril Oeste  |
| Independiente Rivadavia | 0 - 1     | Tiro Federal        |
| Talleres (C)            | 2 - 4     | Platense            |
| Quilmes                 | 2 - 0     | CAI                 |
| Nueva Chicago           | 1 - 1     | Atlético de Rafaela |
| Aldosivi                | 1 - 0     | Almagro             |

| Fecha 2             | Fecha 2   | Fecha 2                 |
| Local               | Resultado | Visitante               |
| ------------------- | --------- | ----------------------- |
| Unión               | 1 - 0     | Nueva Chicago           |
| Almagro             | 1 - 1     | Talleres (C)            |
| Atlético de Rafaela | 2 - 0     | Defensa y Justicia      |
| Ferro Carril Oeste  | 1 - 0     | Quilmes                 |
| Aldosivi            | 0 - 0     | Instituto               |
| Tiro Federal        | 0 - 1     | Ben Hur                 |
| CAI                 | 0 - 0     | San Martín (T)          |
| Belgrano            | 1 - 0     | Chacarita Juniors       |
| Platense            | 1 - 1     | Independiente Rivadavia |
| Godoy Cruz          | 3 - 2     | Almirante Brown         |

| Fecha 3                 | Fecha 3   | Fecha 3             |
| Local                   | Resultado | Visitante           |
| ----------------------- | --------- | ------------------- |
| Ben Hur                 | 1 - 1     | Platense            |
| Chacarita Juniors       | 3 - 2     | Godoy Cruz          |
| Instituto               | 1 - 3     | Belgrano            |
| Defensa y Justicia      | 2 - 3     | Unión               |
| San Martín (T)          | 1 - 1     | Ferro Carril Oeste  |
| Independiente Rivadavia | 0 - 0     | Almagro             |
| Talleres (C)            | 2 - 1     | Aldosivi            |
| Quilmes                 | 0 - 0     | Tiro Federal        |
| Almirante Brown         | 1 - 1     | Atlético de Rafaela |
| Nueva Chicago           | 2 - 1     | CAI                 |

| Fecha 4             | Fecha 4   | Fecha 4                 |
| Local               | Resultado | Visitante               |
| ------------------- | --------- | ----------------------- |
| Unión               | 1 - 1     | Almirante Brown         |
| Talleres (C)        | 2 - 0     | Instituto               |
| Atlético de Rafaela | 2 - 0     | Chacarita Juniors       |
| Ferro Carril Oeste  | 1 - 0     | Nueva Chicago           |
| Aldosivi            | 4 - 0     | Independiente Rivadavia |
| Almagro             | 3 - 2     | Ben Hur                 |
| Tiro Federal        | 1 - 0     | San Martín (T)          |
| Godoy Cruz          | 1 - 0     | Belgrano                |
| CAI                 | 0 - 1     | Defensa y Justicia      |
| Platense            | 1 - 1     | Quilmes                 |

| Fecha 5                 | Fecha 5   | Fecha 5             |
| Local                   | Resultado | Visitante           |
| ----------------------- | --------- | ------------------- |
| Independiente Rivadavia | 2 - 1     | Talleres (C)        |
| Ben Hur                 | 0 - 0     | Aldosivi            |
| Chacarita Juniors       | 1 - 0     | Unión               |
| Instituto               | 0 - 2     | Godoy Cruz          |
| Quilmes                 | 5 - 0     | Almagro             |
| Almirante Brown         | 3 - 0     | CAI                 |
| Belgrano                | 2 - 0     | Atlético de Rafaela |
| Defensa y Justicia      | 1 - 0     | Ferro Carril Oeste  |
| Nueva Chicago           | 1 - 0     | Tiro Federal        |
| San Martín (T)          | 2 - 2     | Platense            |

| Fecha 6                 | Fecha 6   | Fecha 6            |
| Local                   | Resultado | Visitante          |
| ----------------------- | --------- | ------------------ |
| Talleres (C)            | 3 - 1     | Ben Hur            |
| Ferro Carril Oeste      | 0 - 0     | Almirante Brown    |
| Platense                | 3 - 3     | Nueva Chicago      |
| Aldosivi                | 0 - 0     | Quilmes            |
| Almagro                 | 1 - 4     | San Martín (T)     |
| CAI                     | 1 - 3     | Chacarita Juniors  |
| Tiro Federal            | 1 - 2     | Defensa y Justicia |
| Independiente Rivadavia | 1 - 1     | Instituto          |
| Atlético de Rafaela     | 1 - 0     | Godoy Cruz         |
| Unión                   | 1 - 0     | Belgrano           |

| Fecha 7            | Fecha 7   | Fecha 7                 |
| Local              | Resultado | Visitante               |
| ------------------ | --------- | ----------------------- |
| Nueva Chicago      | 0 - 1     | Almagro                 |
| Instituto          | 0 - 0     | Atlético de Rafaela     |
| Quilmes            | 1 - 0     | Talleres (C)            |
| Godoy Cruz         | 0 - 1     | Unión                   |
| Defensa y Justicia | 0 - 2     | Platense                |
| San Martín (T)     | 1 - 0     | Aldosivi                |
| Almirante Brown    | 0 - 1     | Tiro Federal            |
| Belgrano           | 3 - 0     | CAI                     |
| Chacarita Juniors  | 1 - 1     | Ferro Carril Oeste      |
| Ben Hur            | 0 - 1     | Independiente Rivadavia |

| Fecha 8                 | Fecha 8   | Fecha 8             |
| Local                   | Resultado | Visitante           |
| ----------------------- | --------- | ------------------- |
| Platense                | 0 - 1     | Almirante Brown     |
| Aldosivi                | 2 - 2     | Nueva Chicago       |
| Almagro                 | 0 - 0     | Defensa y Justicia  |
| Tiro Federal            | 3 - 0     | Chacarita Juniors   |
| CAI                     | 1 - 0     | Godoy Cruz          |
| Ferro Carril Oeste      | 0 - 0     | Belgrano            |
| Ben Hur                 | 0 - 1     | Instituto           |
| Unión                   | 0 - 1     | Atlético de Rafaela |
| Talleres (C)            | 1 - 1     | San Martín (T)      |
| Independiente Rivadavia | 1 - 2     | Quilmes             |

| Fecha 9             | Fecha 9   | Fecha 9                 |
| Local               | Resultado | Visitante               |
| ------------------- | --------- | ----------------------- |
| Godoy Cruz          | 3 - 2     | Ferro Carril Oeste      |
| Atlético de Rafaela | 1 - 2     | CAI                     |
| Almirante Brown     | 2 - 0     | Almagro                 |
| Nueva Chicago       | 1 - 1     | Talleres (C)            |
| Defensa y Justicia  | 2 - 1     | Aldosivi                |
| Chacarita Juniors   | 1 - 1     | Platense                |
| Instituto           | 2 - 1     | Unión                   |
| Belgrano            | 1 - 0     | Tiro Federal            |
| San Martín (T)      | 1 - 0     | Independiente Rivadavia |
| Quilmes             | 1 - 1     | Ben Hur                 |

| Fecha 10                | Fecha 10  | Fecha 10            |
| Local                   | Resultado | Visitante           |
| ----------------------- | --------- | ------------------- |
| Ferro Carril Oeste      | 4 - 2     | Atlético de Rafaela |
| Ben Hur                 | 0 - 1     | San Martín (T)      |
| Talleres (C)            | 2 - 0     | Defensa y Justicia  |
| Aldosivi                | 1 - 0     | Almirante Brown     |
| Platense                | 1 - 1     | Belgrano            |
| CAI                     | 2 - 2     | Unión               |
| Tiro Federal            | 0 - 2     | Godoy Cruz          |
| Quilmes                 | 2 - 0     | Instituto           |
| Almagro                 | 0 - 1     | Chacarita Juniors   |
| Independiente Rivadavia | 1 - 0     | Nueva Chicago       |

| Fecha 11            | Fecha 11  | Fecha 11                |
| Local               | Resultado | Visitante               |
| ------------------- | --------- | ----------------------- |
| San Martín (T)      | 1 - 0     | Quilmes                 |
| Instituto           | 1 - 3     | CAI                     |
| Defensa y Justicia  | 0 - 1     | Independiente Rivadavia |
| Nueva Chicago       | 1 - 0     | Ben Hur                 |
| Almirante Brown     | 4 - 0     | Talleres (C)            |
| Belgrano            | 2 - 0     | Almagro                 |
| Godoy Cruz          | 1 - 1     | Platense                |
| Chacarita Juniors   | 0 - 0     | Aldosivi                |
| Unión               | 4 - 3     | Ferro Carril Oeste      |
| Atlético de Rafaela | 1 - 1     | Tiro Federal            |

| Fecha 12                | Fecha 12  | Fecha 12            |
| Local                   | Resultado | Visitante           |
| ----------------------- | --------- | ------------------- |
| Platense                | 2 - 0     | Atlético de Rafaela |
| Almagro                 | 3 - 2     | Godoy Cruz          |
| Ferro Carril Oeste      | 1 - 0     | CAI                 |
| Tiro Federal            | 1 - 2     | Unión               |
| Quilmes                 | 1 - 3     | Nueva Chicago       |
| Aldosivi                | 2 - 0     | Belgrano            |
| Independiente Rivadavia | 1 - 2     | Almirante Brown     |
| Ben Hur                 | 0 - 0     | Defensa y Justicia  |
| San Martín (T)          | 2 - 0     | Instituto           |
| Talleres (C)            | 1 - 2     | Chacarita Juniors   |

| Fecha 13            | Fecha 13  | Fecha 13                |
| Local               | Resultado | Visitante               |
| ------------------- | --------- | ----------------------- |
| Nueva Chicago       | 1 - 0     | San Martín (T)          |
| Atlético de Rafaela | 2 - 1     | Almagro                 |
| Instituto           | 3 - 1     | Ferro Carril Oeste      |
| Godoy Cruz          | 2 - 1     | Aldosivi                |
| CAI                 | 1 - 1     | Tiro Federal            |
| Almirante Brown     | 3 - 0     | Ben Hur                 |
| Chacarita Juniors   | 1 - 0     | Independiente Rivadavia |
| Defensa y Justicia  | 1 - 1     | Quilmes                 |
| Belgrano            | 0 - 1     | Talleres (C)            |
| Unión               | 1 - 1     | Platense                |

| Fecha 14                | Fecha 14  | Fecha 14            |
| Local                   | Resultado | Visitante           |
| ----------------------- | --------- | ------------------- |
| San Martín (T)          | 1 - 0     | Defensa y Justicia  |
| Ben Hur                 | 0 - 0     | Chacarita Juniors   |
| Almagro                 | 1 - 0     | Unión               |
| Independiente Rivadavia | 7 - 0     | Belgrano            |
| Tiro Federal            | 1 - 0     | Ferro Carril Oeste  |
| Nueva Chicago           | 2 - 0     | Instituto           |
| Quilmes                 | 2 - 0     | Almirante Brown     |
| Aldosivi                | 2 - 0     | Atlético de Rafaela |
| Talleres (C)            | 3 - 2     | Godoy Cruz          |
| Platense                | 2 - 1     | CAI                 |

| Fecha 15            | Fecha 15  | Fecha 15                |
| Local               | Resultado | Visitante               |
| ------------------- | --------- | ----------------------- |
| Chacarita Juniors   | 0 - 1     | Quilmes                 |
| Belgrano            | 0 - 2     | Ben Hur                 |
| Instituto           | 0 - 0     | Tiro Federal            |
| Ferro Carril Oeste  | 2 - 0     | Platense                |
| CAI                 | 1 - 1     | Almagro                 |
| Defensa y Justicia  | 1 - 1     | Nueva Chicago           |
| Almirante Brown     | 2 - 0     | San Martín (T)          |
| Godoy Cruz          | 3 - 2     | Independiente Rivadavia |
| Unión               | 2 - 2     | Aldosivi                |
| Atlético de Rafaela | 2 - 1     | Talleres (C)            |

| Fecha 16                | Fecha 16  | Fecha 16            |
| Local                   | Resultado | Visitante           |
| ----------------------- | --------- | ------------------- |
| Aldosivi                | 2 - 3     | CAI                 |
| San Martín (T)          | 1 - 1     | Chacarita Juniors   |
| Quilmes                 | 2 - 1     | Belgrano            |
| Almagro                 | 1 - 1     | Ferro Carril Oeste  |
| Ben Hur                 | 1 - 2     | Godoy Cruz          |
| Independiente Rivadavia | 0 - 0     | Atlético de Rafaela |
| Talleres (C)            | 2 - 2     | Unión               |
| Platense                | 0 - 3     | Tiro Federal        |
| Nueva Chicago           | 2 - 0     | Almirante Brown     |
| Defensa y Justicia      | 2 - 1     | Instituto           |

| Fecha 17            | Fecha 17  | Fecha 17                |
| Local               | Resultado | Visitante               |
| ------------------- | --------- | ----------------------- |
| Tiro Federal        | 1 - 0     | Almagro                 |
| Almirante Brown     | 3 - 0     | Defensa y Justicia      |
| Chacarita Juniors   | 6 - 2     | Nueva Chicago           |
| CAI                 | 2 - 0     | Talleres (C)            |
| Ferro Carril Oeste  | 4 - 2     | Aldosivi                |
| Belgrano            | 2 - 3     | San Martín (T)          |
| Unión               | 3 - 1     | Independiente Rivadavia |
| Instituto           | 0 - 0     | Platense                |
| Atlético de Rafaela | 2 - 2     | Ben Hur                 |
| Godoy Cruz          | 2 - 1     | Quilmes                 |

| Fecha 18                | Fecha 18  | Fecha 18            |
| Local                   | Resultado | Visitante           |
| ----------------------- | --------- | ------------------- |
| Defensa y Justicia      | 1 - 2     | Chacarita Juniors   |
| Quilmes                 | 1 - 0     | Atlético de Rafaela |
| Nueva Chicago           | 1 - 3     | Belgrano            |
| Ben Hur                 | 1 - 0     | Unión               |
| Talleres (C)            | 1 -1      | Ferro Carril Oeste  |
| Aldosivi                | 1 - 0     | Tiro Federal        |
| Almirante Brown         | 3 - 0     | Instituto           |
| Independiente Rivadavia | 3 - 4     | CAI                 |
| Almagro                 | 2 - 0     | Platense            |
| San Martín (T)          | 2 - 1     | Godoy Cruz          |

| Fecha 19            | Fecha 19  | Fecha 19                |
| Local               | Resultado | Visitante               |
| ------------------- | --------- | ----------------------- |
| Unión               | 1 - 1     | Quilmes                 |
| Belgrano            | 3 - 0     | Defensa y Justicia      |
| Platense            | 1 - 0     | Aldosivi                |
| Chacarita Juniors   | 3 - 1     | Almirante Brown         |
| Tiro Federal        | 2 - 0     | Talleres (C)            |
| Instituto           | 1 - 0     | Almagro                 |
| CAI                 | 3 - 0     | Ben Hur                 |
| Atlético de Rafaela | 1 - 0     | San Martín (T)          |
| Godoy Cruz          | 0 - 2     | Nueva Chicago           |
| Ferro Carril Oeste  | 1 - 1     | Independiente Rivadavia |

| Fecha 20            | Fecha 20  | Fecha 20                |
| Local               | Resultado | Visitante               |
| ------------------- | --------- | ----------------------- |
| Unión               | 2 - 0     | San Martín (T)          |
| Atlético de Rafaela | 3 - 2     | Nueva Chicago           |
| Godoy Cruz          | 2 - 0     | Defensa y Justicia      |
| Chacarita Juniors   | 1 - 1     | Instituto               |
| Almagro             | 1 - 0     | Aldosivi                |
| Tiro Federal        | 2 - 1     | Independiente Rivadavia |
| Ferro Carril Oeste  | 2 - 1     | Ben Hur                 |
| CAI                 | 0 - 0     | Quilmes                 |
| Belgrano            | 2 - 0     | Almirante Brown         |
| Platense            | 2 - 3     | Talleres (C)            |

| Fecha 21                | Fecha 21  | Fecha 21            |
| Local                   | Resultado | Visitante           |
| ----------------------- | --------- | ------------------- |
| Nueva Chicago           | 1 - 0     | Unión               |
| Instituto               | 1 - 0     | Aldosivi            |
| Ben Hur                 | 1 - 0     | Tiro Federal        |
| Defensa y Justicia      | 2 - 2     | Atlético de Rafaela |
| Quilmes                 | 2 - 0     | Ferro Carril Oeste  |
| Talleres (C)            | 4 - 3     | Almagro             |
| Almirante Brown         | 0 - 0     | Godoy Cruz          |
| Independiente Rivadavia | 4 - 0     | Platense            |
| San Martín (T)          | 4 - 0     | CAI                 |
| Chacarita Juniors       | 1 - 2     | Belgrano            |

| Fecha 22            | Fecha 22  | Fecha 22                |
| Local               | Resultado | Visitante               |
| ------------------- | --------- | ----------------------- |
| Tiro Federal        | 1 - 1     | Quilmes                 |
| Atlético de Rafaela | 1 - 2     | Almirante Brown         |
| Unión               | 3 - 0     | Defensa y Justicia      |
| Belgrano            | 2 - 2     | Instituto               |
| Almagro             | 3 - 2     | Independiente Rivadavia |
| Platense            | 0 - 1     | Ben Hur                 |
| Godoy Cruz          | 3 - 1     | Chacarita Juniors       |
| Aldosivi            | 4 - 2     | Talleres (C)            |
| CAI                 | 3 - 0     | Nueva Chicago           |
| Ferro Carril Oeste  | 0 - 1     | San Martín (T)          |

| Fecha 23                | Fecha 23  | Fecha 23            |
| Local                   | Resultado | Visitante           |
| ----------------------- | --------- | ------------------- |
| Quilmes                 | 1 - 1     | Platense            |
| Ben Hur                 | 0 - 2     | Almagro             |
| Instituto               | 3 - 1     | Talleres (C)        |
| Almirante Brown         | 0 - 0     | Unión               |
| Defensa y Justicia      | 0 - 2     | CAI                 |
| Belgrano                | 3 - 0     | Godoy Cruz          |
| San Martín (T)          | 0 - 0     | Tiro Federal        |
| Chacarita Juniors       | 1 - 0     | Atlético de Rafaela |
| Independiente Rivadavia | 3 - 2     | Aldosivi            |
| Nueva Chicago           | 3 - 0     | Ferro Carril Oeste  |

| Fecha 24            | Fecha 24  | Fecha 24                |
| Local               | Resultado | Visitante               |
| ------------------- | --------- | ----------------------- |
| Platense            | 0 - 3     | San Martín (T)          |
| Almagro             | 2 - 1     | Quilmes                 |
| Talleres (C)        | 1 - 3     | Independiente Rivadavia |
| Tiro Federal        | 1 - 1     | Nueva Chicago           |
| Aldosivi            | 2 - 0     | Ben Hur                 |
| CAI                 | 0 - 0     | Almirante Brown         |
| Unión               | 1 - 0     | Chacarita Juniors       |
| Atlético de Rafaela | 1 - 1     | Belgrano                |
| Ferro Carril Oeste  | 0 - 1     | Defensa y Justicia      |
| Godoy Cruz          | 3 - 0     | Instituto               |

| Fecha 25           | Fecha 25  | Fecha 25                |
| Local              | Resultado | Visitante               |
| ------------------ | --------- | ----------------------- |
| Quilmes            | 0 - 4     | Aldosivi                |
| Nueva Chicago      | 1 - 1     | Platense                |
| Ben Hur            | 1 - 0     | Talleres (C)            |
| Almirante Brown    | 1 - 0     | Ferro Carril Oeste      |
| Chacarita Juniors  | 2 - 3     | CAI                     |
| Defensa y Justicia | 2 - 1     | Tiro Federal            |
| Belgrano           | 1 - 1     | Unión                   |
| Instituto          | 2 - 1     | Independiente Rivadavia |
| Godoy Cruz         | 3 - 2     | Atlético de Rafaela     |
| San Martín (T)     | 2 - 0     | Almagro                 |

| Fecha 26                | Fecha 26  | Fecha 26           |
| Local                   | Resultado | Visitante          |
| ----------------------- | --------- | ------------------ |
| Talleres (C)            | 2 - 1     | Quilmes            |
| Independiente Rivadavia | 1 - 1     | Ben Hur            |
| Platense                | 2 - 0     | Defensa y Justicia |
| Ferro Carril Oeste      | 1 - 1     | Chacarita Juniors  |
| Aldosivi                | 1 - 1     | San Martín (T)     |
| Tiro Federal            | 3 - 1     | Almirante Brown    |
| CAI                     | 1 - 1     | Belgrano           |
| Unión                   | 0 - 1     | Godoy Cruz         |
| Atlético de Rafaela     | 4 - 1     | Instituto          |
| Almagro                 | 2 - 2     | Nueva Chicago      |

| Fecha 27            | Fecha 27  | Fecha 27                |
| Local               | Resultado | Visitante               |
| ------------------- | --------- | ----------------------- |
| San Martín (T)      | 3 - 0     | Talleres (C)            |
| Nueva Chicago       | 2 - 1     | Aldosivi                |
| Defensa y Justicia  | 3 - 2     | Almagro                 |
| Almirante Brown     | 2 - 0     | Platense                |
| Quilmes             | 3 - 2     | Independiente Rivadavia |
| Godoy Cruz          | 2 - 0     | CAI                     |
| Atlético de Rafaela | 2 - 1     | Unión                   |
| Belgrano            | 0 - 1     | Ferro Carril Oeste      |
| Chacarita Juniors   | 1 - 2     | Tiro Federal            |
| Instituto           | 2 - 2     | Ben Hur                 |

| Fecha 28                | Fecha 28  | Fecha 28            |
| Local                   | Resultado | Visitante           |
| ----------------------- | --------- | ------------------- |
| Aldosivi                | 3 - 2     | Defensa y Justicia  |
| Independiente Rivadavia | 1 - 0     | San Martín (T)      |
| Almagro                 | 0 - 0     | Almirante Brown     |
| Platense                | 4 - 0     | Chacarita Juniors   |
| Ferro Carril Oeste      | 1 - 0     | Godoy Cruz          |
| Unión                   | 0 - 0     | Instituto           |
| Tiro Federal            | 1 - 2     | Belgrano            |
| CAI                     | 1 - 0     | Atlético de Rafaela |
| Ben Hur                 | 2 - 1     | Quilmes             |
| Talleres (C)            | 1 - 0     | Nueva Chicago       |

| Fecha 29            | Fecha 29  | Fecha 29                |
| Local               | Resultado | Visitante               |
| ------------------- | --------- | ----------------------- |
| Belgrano            | 1 - 1     | Platense                |
| Almirante Brown     | 2 - 1     | Aldosivi                |
| Nueva Chicago       | 1 - 2     | Independiente Rivadavia |
| Instituto           | 2 - 0     | Quilmes                 |
| Defensa y Justicia  | 0 - 1     | Talleres (C)            |
| Chacarita Juniors   | 0 - 1     | Almagro                 |
| Godoy Cruz          | 0 - 0     | Tiro Federal            |
| Unión               | 3 - 1     | CAI                     |
| Atlético de Rafaela | 4 - 0     | Ferro Carril Oeste      |
| San Martín (T)      | 2 - 0     | Ben Hur                 |

| Fecha 30                | Fecha 30  | Fecha 30            |
| Local                   | Resultado | Visitante           |
| ----------------------- | --------- | ------------------- |
| Aldosivi                | 0 - 1     | Chacarita Juniors   |
| Ferro Carril Oeste      | 1 - 0     | Unión               |
| Quilmes                 | 0 - 0     | San Martín (T)      |
| Talleres (C)            | 2 - 1     | Almirante Brown     |
| Independiente Rivadavia | 0 - 0     | Defensa y Justicia  |
| Platense                | 1 - 1     | Godoy Cruz          |
| Tiro Federal            | 1 - 1     | Atlético de Rafaela |
| Ben Hur                 | 0 - 2     | Nueva Chicago       |
| CAI                     | 0 - 0     | Instituto           |
| Almagro                 | 0 - 1     | Belgrano            |

| Fecha 31            | Fecha 31  | Fecha 31                |
| Local               | Resultado | Visitante               |
| ------------------- | --------- | ----------------------- |
| Chacarita Juniors   | 2 - 1     | Talleres (C)            |
| Atlético de Rafaela | 2 - 1     | Platense                |
| Defensa y Justicia  | 1 - 0     | Ben Hur                 |
| Almirante Brown     | 1 - 0     | Independiente Rivadavia |
| Belgrano            | 1 - 1     | Aldosivi                |
| Godoy Cruz          | 1 - 1     | Almagro                 |
| Nueva Chicago       | 0 - 0     | Quilmes                 |
| CAI                 | 1 - 2     | Ferro Carril Oeste      |
| Unión               | 1 - 2     | Tiro Federal            |
| Instituto           | 0 - 1     | San Martín (T)          |

| Fecha 32                | Fecha 32  | Fecha 32            |
| Local                   | Resultado | Visitante           |
| ----------------------- | --------- | ------------------- |
| Ferro Carril Oeste      | 1 - 0     | Instituto           |
| Tiro Federal            | 3 - 2     | CAI                 |
| Platense                | 1 - 2     | Unión               |
| Almagro                 | 2 - 0     | Atlético de Rafaela |
| Aldosivi                | 2 - 3     | Godoy Cruz          |
| Talleres (C)            | 0 - 0     | Belgrano            |
| Independiente Rivadavia | 1 - 2     | Chacarita Juniors   |
| Ben Hur                 | 0 - 0     | Almirante Brown     |
| Quilmes                 | 0 - 1     | Defensa y Justicia  |
| San Martín (T)          | 1 - 1     | Nueva Chicago       |

| Fecha 33            | Fecha 33  | Fecha 33                |
| Local               | Resultado | Visitante               |
| ------------------- | --------- | ----------------------- |
| Chacarita Juniors   | 3 - 1     | Ben Hur                 |
| Atlético de Rafaela | 0 - 1     | Aldosivi                |
| Defensa y Justicia  | 3 - 1     | San Martín (T)          |
| Almirante Brown     | 2 - 0     | Quilmes                 |
| Belgrano            | 0 - 1     | Independiente Rivadavia |
| Godoy Cruz          | 2 - 1     | Talleres (C)            |
| Instituto           | 1 - 1     | Nueva Chicago           |
| CAI                 | 3 - 1     | Platense                |
| Unión               | 2 - 1     | Almagro                 |
| Ferro Carril Oeste  | 0 - 0     | Tiro Federal            |

| Fecha 34                | Fecha 34  | Fecha 34            |
| Local                   | Resultado | Visitante           |
| ----------------------- | --------- | ------------------- |
| Ben Hur                 | 1 - 2     | Belgrano            |
| Tiro Federal            | 3 - 3     | Instituto           |
| Aldosivi                | 0 - 0     | Unión               |
| Almagro                 | 2 - 0     | CAI                 |
| Independiente Rivadavia | 0 - 1     | Godoy Cruz          |
| Talleres (C)            | 1 - 2     | Atlético de Rafaela |
| Quilmes                 | 2 - 0     | Chacarita Juniors   |
| San Martín (T)          | 1 - 1     | Almirante Brown     |
| Nueva Chicago           | 2 - 2     | Defensa y Justicia  |
| Platense                | 2 - 1     | Ferro Carril Oeste  |

| Fecha 35            | Fecha 35  | Fecha 35                |
| Local               | Resultado | Visitante               |
| ------------------- | --------- | ----------------------- |
| Belgrano            | 0 - 2     | Quilmes                 |
| Atlético de Rafaela | 4 - 0     | Independiente Rivadavia |
| Almirante Brown     | 0 - 0     | Nueva Chicago           |
| Instituto           | 0 - 0     | Defensa y Justicia      |
| Ferro Carril Oeste  | 0 - 0     | Almagro                 |
| Godoy Cruz          | 0 - 1     | Ben Hur                 |
| CAI                 | 4 - 2     | Aldosivi                |
| Unión               | 3 - 1     | Talleres (C)            |
| Tiro Federal        | 2 - 1     | Platense                |
| Chacarita Juniors   | 2 - 2     | San Martín (T)          |

| Fecha 36                | Fecha 36  | Fecha 36            |
| Local                   | Resultado | Visitante           |
| ----------------------- | --------- | ------------------- |
| Ben Hur                 | 2 - 0     | Atlético de Rafaela |
| Platense                | 1 - 1     | Instituto           |
| Almagro                 | 3 - 3     | Tiro Federal        |
| Independiente Rivadavia | 3 - 4     | Unión               |
| Nueva Chicago           | 1 - 1     | Chacarita Juniors   |
| Defensa y Justicia      | 0 - 0     | Almirante Brown     |
| Quilmes                 | 0 - 0     | Godoy Cruz          |
| Talleres (C)            | 1 - 1     | CAI                 |
| Aldosivi                | 3 - 0     | Ferro Carril Oeste  |
| San Martín (T)          | 2 - 0     | Belgrano            |

| Fecha 37            | Fecha 37  | Fecha 37                |
| Local               | Resultado | Visitante               |
| ------------------- | --------- | ----------------------- |
| Instituto           | 0 - 0     | Almirante Brown         |
| Chacarita Juniors   | 1 - 0     | Defensa y Justicia      |
| Belgrano            | 1 - 1     | Nueva Chicago           |
| Godoy Cruz          | 2 - 0     | San Martín (T)          |
| Atlético de Rafaela | 1 - 1     | Quilmes                 |
| Unión               | 1 - 1     | Ben Hur                 |
| CAI                 | 0 - 1     | Independiente Rivadavia |
| Ferro Carril Oeste  | 4 - 1     | Talleres (C)            |
| Tiro Federal        | 3 - 1     | Aldosivi                |
| Platense            | 1 - 0     | Almagro                 |

| Fecha 38                | Fecha 38  | Fecha 38            |
| Local                   | Resultado | Visitante           |
| ----------------------- | --------- | ------------------- |
| Almagro                 | 0 - 1     | Instituto           |
| Aldosivi                | 4 - 2     | Platense            |
| Talleres (C)            | 1 - 0     | Tiro Federal        |
| Independiente Rivadavia | 0 - 0     | Ferro Carril Oeste  |
| Ben Hur                 | 0 - 1     | CAI                 |
| Quilmes                 | 4 - 3     | Unión               |
| San Martín (T)          | 1 - 1     | Atlético de Rafaela |
| Nueva Chicago           | 1 - 1     | Godoy Cruz          |
| Defensa y Justicia      | 1 -2      | Belgrano            |
| Almirante Brown         | 0 - 0     | Chacarita Juniors   |

| 1. 2. |

## Descensos y promociones
Descendieron los dos peores promedios de la categoría, correspondientes a Ben Hur y Almirante Brown, que recalaron en el Torneo Argentino A y la Primera B Metropolitana, respectivamente. 
Las promociones para no descender las disputaron Nueva Chicago y Talleres (C) frente a Los Andes y Racing (C). Por otro lado, las promociones para el ascenso las disputaron Belgrano y Unión (SF) frente a Racing Club y Gimnasia y Esgrima (J). En ambos casos el equipo de la categoría superior tuvo ventaja deportiva.

### Promoción Primera División - Primera B Nacional
| Promoción 1                                                        | Promoción 1 | Promoción 1 | Promoción 1                  | Promoción 1 | Promoción 1  |
| Local                                                              | Resultado   | Visitante   | Estadio                      | Fecha       | Hora (UTC-3) |
| ------------------------------------------------------------------ | ----------- | ----------- | ---------------------------- | ----------- | ------------ |
| Belgrano                                                           | 1 - 1       | Racing Club | Estadio Mario Alberto Kempes | 25 de junio | 21:00        |
| Racing Club                                                        | 1 - 0       | Belgrano    | Presidente Perón             | 29 de junio | 15:10        |
| Racing Club permaneció en Primera División con un global de 2 - 1. |             |             |                              |             |              |

| Unión (SF)                                                                    | 1 - 1 | Gimnasia y Esgrima (J) | 15 de Abril  | 25 de junio | 18:00 |
| Gimnasia y Esgrima (J)                                                        | 1 - 0 | Unión (SF)             | 23 de Agosto | 29 de junio | 18:10 |
| Gimnasia y Esgrima (J) permaneció en Primera División con un global de 2 - 1. |       |                        |              |             |       |

### Promoción con la Primera B y el Argentino A
| Racing (C)                                                       | 1-2   | Talleres (C) |
| Talleres (C)                                                     | 1 - 1 | Racing (C)   |
| Talleres (C) permaneció en la B Nacional con un global de 3 - 2. |       |              |

| Los Andes                                                  | 1 - 0 | Nueva Chicago |
| Nueva Chicago                                              | 0 - 2 | Los Andes     |
| Los Andes ascendió a la B Nacional con un global de 3 - 0. |       |               |

## Goleadores
Actualizado al 16 de junio. Disputada la 38.ª fecha
| Jugador              | Jugador        | Goles | Equipo             |
| -------------------- | -------------- | ----- | ------------------ |
| Bandera de Argentina | Cristián Milla | 19    | Chacarita Juniors  |
| Bandera de Argentina | Leandro Zárate | 19    | Unión (SF)         |
| Bandera de Argentina | Leandro Armani | 16    | Tiro Federal       |
| Bandera de Argentina | Luis Salmerón  | 15    | Ferro Carril Oeste |
| Bandera de Argentina | Iván Borghello | 13    | Talleres (C)       |
| Bandera de Argentina | Héctor Cuevas  | 13    | Talleres (C)       |
| Bandera de Argentina | Daniel Vega    | 13    | Platense           |